# I FEEL DOWN
「I FEEL DOWN」（アイ・フィール・ダウン）は、PAMELAHの2枚目のシングル。1995年7月26日に日本コロムビアのビーイング専用レーベル・B-Cより発売。

## 概要
7thシングル「SPIRIT」、1stシングル「LOOKING FOR THE TRUTH」に次ぐ10.8万枚のセールスを記録した。

## 収録曲
1. I FEEL DOWN
作詞:水原由貴　作曲・編曲:小澤正澄
2. Shooting Star
作詞:水原由貴　作曲・編曲:小澤正澄
3. I FEEL DOWN (original karaoke)

## 参加ミュージシャン
- 水原由貴 - ボーカル、コーラス
- 小澤正澄 - ギター、シンセサイザー
- 川島だりあ - コーラス（#1）

## 収録アルバム
- Truth（#1、1stアルバム）
- HIT COLLECTION -CONFIDENCE-（#1・#2、ベストアルバム）
- REMIX EDITION〜PAMELAHOLIC〜（#1、リミックスアルバム）
- complete of PAMELAH at the BEING studio（#1、非公認ベストアルバム）
- BEST OF BEST 1000 PAMELAH（#1、非公認ベストアルバム）